# Brutal Planet
Brutal Planet är ett musikalbum av Alice Cooper, utgivet i juni 2000 på Spitfire Records. Det här albumet har ett mycket mörkare tema än de förra albumen. Han förlorade många av sina gamla fans men vann en mycket yngre publik tack vare detta album.

## Låtlista
1. "Brutal Planet" (Alice Cooper/Bob Marlette) - 4:41
2. "Wicked Young Man" (Alice Cooper/Bob Marlette) - 3:52
3. "Sanctuary" (Alice Cooper/Bob Marlette) - 4:02
4. "Blow Me a Kiss" (Alice Cooper/Bob Ezrin/Bob Marlette) - 3:20
5. "Eat Some More" (Alice Cooper/Bob Marlette) - 4:37
6. "Pick Up the Bones" (Alice Cooper/Bob Marlette) - 5:17
7. "Pessi-Mystic" (Alice Cooper/Bob Marlette/Brian Nelson) - 4:58
8. "Gimme" (Alice Cooper/Bob Marlette) - 4:48
9. "It's the Little Things" (Alice Cooper/Bob Marlette) - 4:13
10. "Take It Like a Woman" (Alice Cooper/Bob Marlette) - 4:14
11. "Cold Machines" (Alice Cooper/Bob Marlette) - 4:14